# Alfred Prinz
Alfred Prinz (* 4. Juni 1930 in Wien; † 20. September 2014 ebenda) war ein österreichischer Klarinettist, Komponist und Hochschullehrer. Er war Professor an der Universität für Musik und darstellende Kunst Wien und von 1945 bis 1995 Klarinettist der Wiener Philharmoniker.

## Leben
Alfred Prinz studierte von 1939 bis 1947 an der damaligen Wiener Musikakademie beim Klarinettisten der Wiener Philharmoniker Leopold Wlach (1902–1956) Klarinette. Von 1942 bis 1949 studierte er bei Bruno Seidlhofer Klavier, später auch Komposition bei Alfred Uhl und Dirigieren bei Hans Swarowsky.
1945, im Alter von fünfzehn Jahren, wurde er als jüngster je Engagierter in das Orchester der Wiener Staatsoper als Klarinettist aufgenommen. Nachdem das Operngebäude im März 1945 bei Bombenangriffen zerstört worden war, wich man bis zur Wiedereröffnung im Jahr 1955 unter anderem in die Volksoper aus, die offizielle Bezeichnung war damals Staatsoper in der Volksoper. 1956 wurde er in den Verein der Wiener Philharmoniker aufgenommen. Von 1955 bis 1983 war er Soloklarinettist der Wiener Philharmoniker, im September 1995 ging er in Pension.
1972 wurde er an die Hochschule für Musik und darstellende Kunst in Wien berufen, ab 1978 führte er als ordentlicher Professor eine Klasse im Konzertfach Klarinette. Zu seinen Schülern zählten unter anderem Peter Hosek, Josias Just und Ewald Ivanschitz. Von 1996 bis 1999 hatte er eine Gastprofessur an der Jacobs School of Music der Indiana University Bloomington (USA). Außerdem gab Prinz Meisterklassen am Mozarteum Salzburg sowie an Hochschulen in Finnland, Italien, Japan, der Schweiz und den Vereinigten Staaten.
Von 1945 bis 1995 komponierte er über 90 Werke für unterschiedliche Besetzung, darunter mehrere Symphonien, Solokonzerte, Stücke für Klavier, Kammermusik sowie Lieder.
Prinz starb am 20. September 2014 im Alter von 84 Jahren in Wien.

## Auszeichnungen
- 1947: Medaille beim Internationalen Musikwettbewerb in Genf[1]
- 1971: Förderungspreis der Stadt Wien[1]
- 1974: Wiener Kunstfondspreis[6]
- 2003: Österreichisches Ehrenkreuz für Wissenschaft und Kunst[1]
- Lifetime Achievement Award and Honorary Membership der International Clarinet Association (ICA)[1]